# Odynerus spinipes
Espèce
Odynerus spinipes (l'Odynère commun) est une espèce d'insectes hyménoptères de la famille des Vespidae, de la sous-famille des Eumeninae. C'est une guêpe maçonne.

## Description
Corps long de 10 à 13 mm. Le mâle présente des antennes dont l'extrémité noire est enroulée (photo) tandis que la femelle a des antennes droites.

## Écologie
La femelle creuse son nid dans des talus sablonneux, la galerie se prolonge par une cheminée fragile : photos sur le site BioLib. Le nid est garni de nombreuses larves de Charançons. Les adultes volent de mai à septembre.

## Taxonomie
L'espèce fait partie du sous-genre Odynerus (Odynerus) Latreille, 1802.
Des espèces proches sont difficiles à identifier, l'étude de leurs mœurs peut aider à les distinguer.